# Srpsko kulturno društvo "Prosvjeta"
Srpsko kulturno društvo "Prosvjeta" (skraćeno: SKD "Prosvjeta") iz Zagreba središnja je kulturna ustanova Srba u Hrvatskoj.

## Povijest
SKD "Prosvjeta" kao kulturna ustanova Srba u Hrvatskoj osnovana je 18. studenog 1944. godine u Glini na Baniji. Radila je do 1971. godine kad je zabranjena, a formalno je ugašena 1980. godine. Pokušaji obnove aktivnosti SKD "Prosvjeta" počeli su 1990. godine, da bi dvije godine kasnije, 1992. godine, Društvo ponovo počelo s radom.
SKD "Prosvjeta" ima više tisuća članova, koji se okupljaju u 50 pododbora širom Hrvatske. Nositelj je brojnih kulturnih i prosvjetnih aktivnosti Srba u Hrvatskoj. 
Predsjednik Srpskog kulturnog društva "Prosvjeta" je Mile Radović, a glavni tajnik Slobodan Živković.

## Pododbori
- Beli Manastir
- Bijelo Brdo
- Biskupija
- Bobota
- Borovo
- Bršadin
- Bujština
- Dalj
- Darda
- Daruvar
- Donje Dubrave
- Donji Lapac
- Dvor

- Glina
- Gomirje
- Jagodnjak
- Karlovac
- Kistanje
- Kneževi Vinogradi
- Knin
- Krnjak
- Korenica
- Mali Gradac
- Markušica
- Mirkovci

- Moslavina Garešnica
- Negoslavci
- Okučani-Rajić
- Ogulin
- Osijek
- Ostrovo
- Pačetin
- Petrinja
- Plaški
- Sisak
- Moravice
- Rijeka

- Split
- Trpinja
- Udbina
- Vera
- Virovitica
- Vojnić
- Vrbovsko
- Vrginmost
- Vrhovine
- Vukovar
- Zagreb
- Zapadna Slavonija
- Žegar

## Vanjske poveznice
- Srpsko kulturno društvo "Prosvjeta", Zagreb